# Hrvatski dizački savez
Hrvatski dizački savez je hrvatska krovna organizacija za sport (olimpijsko) dizanje utega.
Međunarodni naziv za Hrvatski dizački savez je Croatian Weightlifting Federation.
Osnovan je 1949. godine u Osijeku. 
Član je International Weightlifting Federation (IWF) - Međunarodne dizačke federacije od 19. studenoga 1992. godine i European Weightlifting Federation (EWF) - Europske dizačke federacije od 21. travnja 1992. godine.

## Olimpijske igre
Total
nakon 2016.
| # | Dizač(ica)      | Zlato | Srebro | Bronca | Ukupno |
| - | --------------- | ----- | ------ | ------ | ------ |
| 1 | Nikolaj Pešalov | 1     | 0      | 1      | 2      |

## Svjetsko prvenstvo
nakon 2016.
| # | Dizač(ica)      | Zlato | Srebro | Bronca | Ukupno |
| - | --------------- | ----- | ------ | ------ | ------ |
| 1 | Nikolaj Pešalov | 0     | 1      | 0      | 1      |

| # | Dizač(ica)      |   |   |   | Ukupno |
| - | --------------- | - | - | - | ------ |
| 1 | Nikolaj Pešalov | 0 | 3 | 0 | 3      |

## Europsko prvenstvo
nakon 2018.
| Medalje | Total | Total | Single event | Single event | Ukupno |
| ------- | ----- | ----- | ------------ | ------------ | ------ |
| Medalje | M     | Ž     | M            | Ž            | Ukupno |
| Zlato   | 2     | /     | 2            | /            | 4      |
| Srebro  | 1     | /     | 4            | /            | 5      |
| Bronca  | 1     | /     | 0            | /            | 1      |

| # | Dizač(ica)      | Zlato | Srebro | Bronca | Ukupno |
| - | --------------- | ----- | ------ | ------ | ------ |
| 1 | Nikolaj Pešalov | 2     | 1      | 1      | 4      |

| # | Dizač(ica)      |   |   |   | Ukupno |
| - | --------------- | - | - | - | ------ |
| 1 | Nikolaj Pešalov | 2 | 4 | 0 | 6      |

## Mediteranske igre
Total
| # | Dizač(ica)  | Zlato | Srebro | Bronca | Ukupno |
| - | ----------- | ----- | ------ | ------ | ------ |
| 1 | Luka Radman | 0     | 1      | 0      | 1      |

## Svjetski rekorderi
7.4.2017.
| Dizač(ica) | Dizač(ica)      | Σ | ST | Total | SE | Kategorija [kg] |    |   |    |   |     |
| ---------- | --------------- | - | -- | ----- | -- | --------------- | -- | - | -- | - | --- |
| M          | Nikolaj Pešalov | Σ | ST | Total | SE | Kategorija [kg] | 2x | — | 2x | — | -62 |

## Nacionalni rekordi
apsolutni rekordi (neovisni o dobnoj kategoriji)
01 - 01 - 2019
| WR | Svjetski rekord       |
|    | Olimpijske kategorije |

| 2019 –     | 2019 –     | 2019 –     | 2019 –     | 2019 – | 2019 –     | 2019 –     | 2019 –     | 2019 –     |
| ---------- | ---------- | ---------- | ---------- | ------ | ---------- | ---------- | ---------- | ---------- |
| Kategorija | Disciplina | Disciplina | Disciplina |        | Kategorija | Disciplina | Disciplina | Disciplina |
| muškarci   | biatlon    | trzaj      | izbačaj    | žene   | biatlon    | trzaj      | izbačaj    |            |
|            |            |            |            |        |            |            |            |            |
| +109 kg    | kg         | kg         | kg         |        | +87 kg     | kg         | kg         | kg         |
| -109 kg    | kg         | kg         | kg         | -87 kg | kg         | kg         | kg         |            |
| -102 kg    | kg         | kg         | kg         | -81 kg | kg         | kg         | kg         |            |
| -96 kg     | kg         | kg         | kg         | -76 kg | kg         | kg         | kg         |            |
| -89 kg     | kg         | kg         | kg         | -71 kg | kg         | kg         | kg         |            |
| -81 kg     | kg         | kg         | kg         | -64 kg | kg         | kg         | kg         |            |
| -73 kg     | kg         | kg         | kg         | -59 kg | kg         | kg         | kg         |            |
| -67 kg     | kg         | kg         | kg         | -55 kg | kg         | kg         | kg         |            |
| -61 kg     | kg         | kg         | kg         | -49 kg | kg         | kg         | kg         |            |
| -55 kg     | kg         | kg         | kg         | -45 kg | kg         | kg         | kg         |            |

| 1998 – 2018 | 1998 – 2018              | 1998 – 2018            | 1998 – 2018              | 1998 – 2018 | 1998 – 2018 | 1998 – 2018         | 1998 – 2018        | 1998 – 2018              | 1998 – 2018     |
| ----------- | ------------------------ | ---------------------- | ------------------------ | ----------- | ----------- | ------------------- | ------------------ | ------------------------ | --------------- |
| Kategorija  | Disciplina               | Disciplina             | Disciplina               |             | Kategorija  | Kategorija          | Disciplina         | Disciplina               | Disciplina      |
| muškarci    | biatlon                  | trzaj                  | izbačaj                  | žene        | žene        | biatlon             | trzaj              | izbačaj                  |                 |
|             |                          |                        |                          |             |             |                     |                    |                          |                 |
| +105 kg     | 395 kg A. Vuković        | 180 kg A. Vuković      | 215 kg A. Vuković        |             | +75 kg      | +90 kg              | 134 kg A. Crnjac   | 62 kg A. Crnjac          | 73 kg A. Crnjac |
| -105 kg     | 355 kg D. Andonov        | 160 kg D. Andonov      | 195 kg S. Čegar          | -90 kg      | +75 kg      | 200 kg M. Kruljac   | 88 kg M. Kruljac   | 112 kg M. Kruljac        |                 |
| -94 kg      | 362 kg A. Musić          | 162 kg A. Musić        | 202 kg A. Musić          | -75 kg      | -75 kg      | 193 kg M. Kruljac   | 87 kg M. Kruljac   | 107 kg M. Kruljac        |                 |
| -85 kg      | 353 kg A. Musić          | 160 kg A. Musić        | 200 kg J. Jotov          | -69 kg      | -69 kg      | 186 kg M. Kruljac   | 83 kg M. Kruljac   | 103 kg M. Kruljac        |                 |
| -77 kg      | 328 kg A. Musić          | 148 kg A. Musić        | 186 kg A. Musić          | -63 kg      | -63 kg      | 185 kg Tea Šojat    | 84 kg Tea Šojat    | 101 kg Tea Šojat         |                 |
| -69 kg      | 337.5 kg Nikolaj Pešalov | 150 kg Nikolaj Pešalov | 187.5 kg Nikolaj Pešalov | -58 kg      | -58 kg      | 167 kg Tea Šojat    | 76 kg Tea Šojat    | 91 kg Tea Šojat          |                 |
| -62 kg      | 325 kg Nikolaj Pešalov   | 150 kg Nikolaj Pešalov | 177.5 kg Nikolaj Pešalov | -53 kg      | -53 kg      | 144 kg Tina Erceg   | 66 kg Tina Erceg   | 81 kg Milijana Vojinović |                 |
| -56 kg      | 188 kg E. Musić          | 83 kg E. Musić         | 105 kg E. Musić          | -48 kg      | -48 kg      | 139 kg Tihana Majer | 64 kg Tihana Majer | 75 kg Tihana Majer       |                 |

| 1993 – 1997 | 1993 – 1997 | 1993 – 1997 | 1993 – 1997 | 1993 – 1997 | 1993 – 1997 | 1993 – 1997 | 1993 – 1997 | 1993 – 1997 |
| ----------- | ----------- | ----------- | ----------- | ----------- | ----------- | ----------- | ----------- | ----------- |
| Kategorija  | Disciplina  | Disciplina  | Disciplina  |             | Kategorija  | Disciplina  | Disciplina  | Disciplina  |
| muškarci    | biatlon     | trzaj       | izbačaj     | žene        | biatlon     | trzaj       | izbačaj     |             |
|             |             |             |             |             |             |             |             |             |
| +108 kg     | kg          | kg          | kg          |             | +83 kg      | kg          | kg          | kg          |
| -108 kg     | kg          | kg          | kg          |             | +83 kg      | kg          | kg          | kg          |
| -99 kg      | kg          | kg          | kg          | -83 kg      | kg          | kg          | kg          |             |
| -91 kg      | kg          | kg          | kg          | -76 kg      | kg          | kg          | kg          |             |
| -83 kg      | kg          | kg          | kg          | -70 kg      | kg          | kg          | kg          |             |
| -76 kg      | kg          | kg          | kg          | -64 kg      | kg          | kg          | kg          |             |
| -70 kg      | kg          | kg          | kg          | -59 kg      | kg          | kg          | kg          |             |
| -64 kg      | kg          | kg          | kg          | -54 kg      | kg          | kg          | kg          |             |
| -59 kg      | kg          | kg          | kg          | -50 kg      | kg          | kg          | kg          |             |
| -54 kg      | kg          | kg          | kg          | -46 kg      | kg          | kg          | kg          |             |

| #              | Sinclair Total * | Sinclair Total * |
| -------------- | --- | --- |
| #              | Muškarci | Žene |
| 1. 2. 3. 4. 5. | 462.85 Nikolaj Pešalov (-62kg) 448.63 Nikolaj Pešalov (-69kg) 424.18 A. Vuković (+105kg) 419.11 A. Musić (-85kg) 411.15 A. Musić (-94kg) | 244.74 T. Šojat (-63kg) 231.33 M. Kruljac (-69kg) 230.67 T. Šojat (-58kg) 229.92 M. Kruljac (-75kg) 220.45 M. Kruljac (-90kg) |

* neslužbeni rekordi jer se koeficijenti preračunavaju (prilagođavaju) svaki olimpijski ciklus te doživljavaju sitne promjene, ali se prate i pružaju sliku o kvaliteti rezultata (usporedbom rezultata različitih težinskih kategorija) te omogućuju rangiranje dizača neovisno o kategoriji

## Ostalo
Na OI 2000. godine Nikolaj Pešalov je u kategoriji do 62 kg osvojio prvu hrvatsku zlatnu olimpijsku medalju u pojedinačnoj konkurenciji od osamostaljenja.
Najviše nastupa na OI ima Nikolaj Pešalov (2 za Hrvatsku, odnosno 4 ukupno).
Dean Lukin je osvojio zlato za Australiju na OI 1984. Joto Jotov, koji je za Bugarsku osvojio dvije srebrne medalje na OI, nastupao je za Hrvatsku od najkasnije 2001.
Nazivlje
+ trzaj (engl. snatch) - postoje 4 tipa: squat ili full i split snatch koji se najčešće koriste na natjecanjima te power i muscle snatch koji se uglavnom koriste za trening
+ nabačaj (engl. clean)
+ izbačaj (engl. jerk)
+ ?? (engl. press)
+ izbačaj (engl. clean and jerk) - podizanje koje se sastoji od split jerk-a i power clean-a; postoje još squat jerk te hang i continental clean
+ potisak (engl. clean and press) - vježba koja je bila sastavni dio natjecanja na OI više nije natjecateljska disciplina; jedna od važnijih vježbi uz čučanj
+ čučanj (engl. squat) - koristi se stražnji čučanj (engl. back squat), odnosno jedan od njegova dva osnovna tipa - olimpijski ili high bar čučanj
+ hvat (engl. grip) - vrsta koja se koristi je hook grip
+ total - natjecanje u kojem se za rezultat zbrajaju rezultati ostvareni u vježbama sastavnicama; trenutačno ima oblik biatlona koji se sastoji od trzaja i izbačaja; u povijesti je imalo oblik triatlona - prije izbacivanja potiska s natjecanja
+ medalje osvojene u totalu (biatlonu) nazivaju se velike medalje (engl. big medals), a medalje osvojene za rezultate ostvarene u izbačaju i trzaju tijekom total natjecanja nazivaju se male medalje (engl. small medals)
Mlađe kategorije na svjetskim natjecanjima
nakon 2017.
Nap. Velike i male medalje zajedno brojene.
| Natjecanje | Spol |   |   |   | Ukupno |
| ---------- | ---- | - | - | - | ------ |
| SP Junior  | M    |   |   |   |        |
| SP Junior  | Ž    |   |   |   |        |
|            |      |   |   |   |        |
| SP Youth   | M    |   |   |   |        |
| SP Youth   | Ž    |   |   |   |        |
|            |      |   |   |   |        |
| OIM        | M    | 0 | 0 | 0 | 0      |
| OIM        | Ž    | 0 | 0 | 0 | 0      |